# Malá Štupartská
Malá Štupartská ulice na Starém Městě v Praze spojuje Štupartskou ulici s ulicemi Týnská a Masná. Dominantní stavby ulice jsou Týn a kostel svatého Jakuba Většího.

## Historie a názvy
Původně byla ulice součást ulice Štupartská, od které se vyčlenila v roce 1925. V 19. století měla názvy "Jakubská" podle kostela svatého Jakuba a "Minoritská" podle kláštera minoritů.

## Budovy, firmy a instituce
- Týn – Malá Štupartská 1, 3 (s průjezdem do nádvoří Týna), 5, 7 (Dům U Božího oka) a 11 (nárožní u Týnské, Dům u Podvinů)
- dům U Štupartů – Malá Štupartská 4 a Jakubská 2
- Klášter minoritů – Malá Štupartská 6 a 8[2]